# Haterz
"Haterz" é considerado o terceiro single da terceira mixtape de Lil' Kim, Hard Core 2K14, sendo o único single promocional disponível para venda em lojas virtuais. A canção contem parceira com o rapper B. Ford.

## Sobre
A faixa já estava sendo gravada desde 2013, e foi vazada em 18 de Fevereiro de 2014, mas só teve um lançamento oficial em 24 de Abril estando disponível em lojas virtuais como iTunes e Google Play.
A musica foi lançada durante o período de gravidez de Lil' Kim de sua primera filha, Royal Reing.
Na letra do single, como o próprio nome já diz, teve como foco os Haters da rapper, onde Kim joga varias indiretas para aqueles que a odeiam.

## Faixas
| Edição padrão |                        |         |  |
| N.º           | Título                 | Duração |  |
| 1.            | "Haterz" (com B. Ford) | 3:28    |  |

## Charts
| Chart (2014)                                | Melhor posição |
| ------------------------------------------- | -------------- |
| Estados Unidos - Billboard Top Trending 140 | 3              |